# Montealegre de Campos
Montealegre de Campos (appelée Montealegre jusqu'en 1991) est une commune de la province de Valladolid dans la communauté autonome de Castille-et-León en Espagne.

## Sites et patrimoine

### Patrimoine religieux
- Église San Pedro.
- Église Santa María.
- Chapelle de la Virgen de las Serosas ou de las Mieses.
- Chapelle del Humilladero.

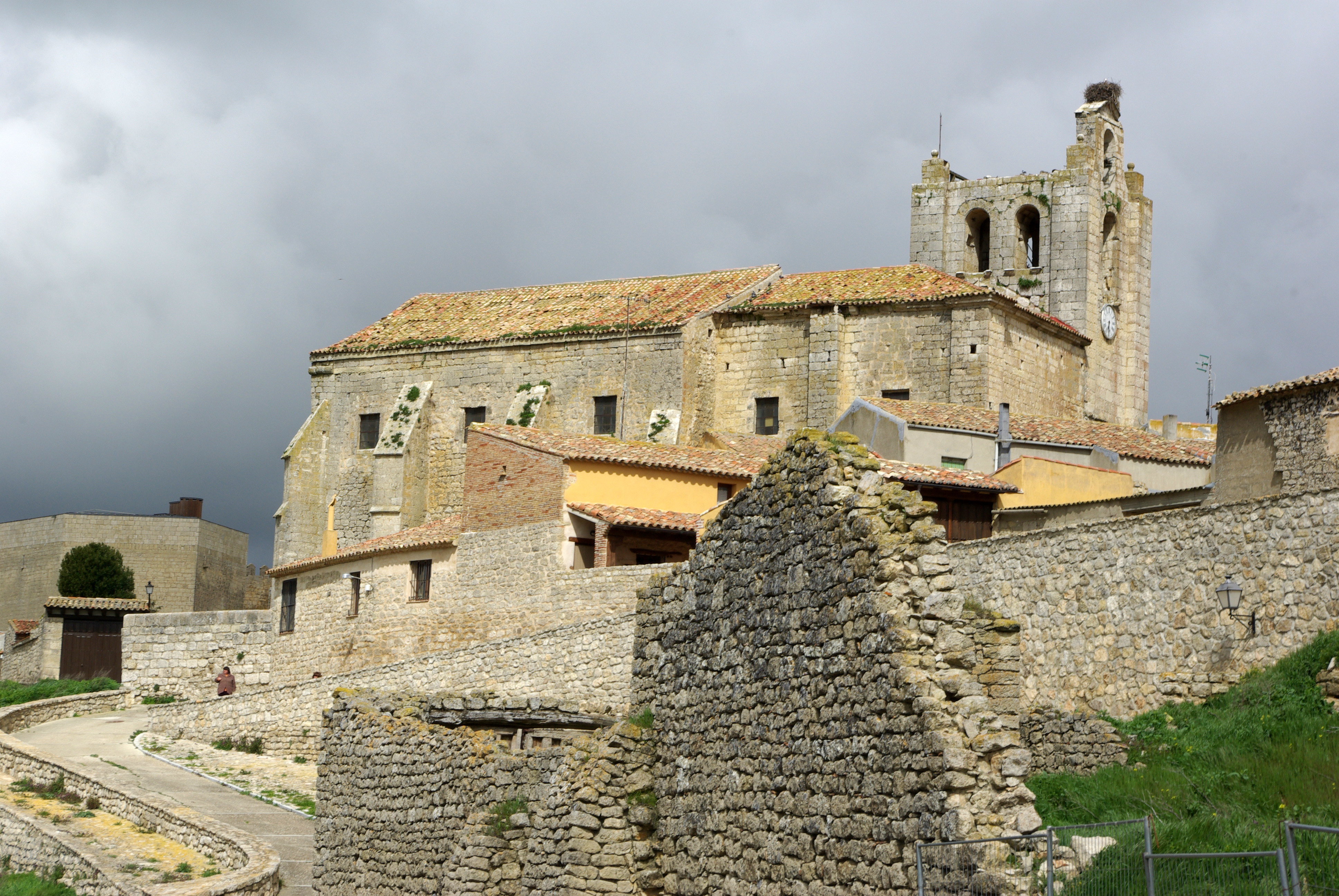
Église San Pedro.
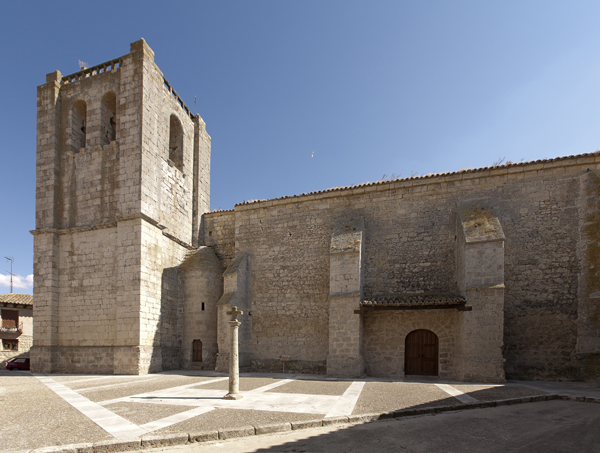
Église San Pedro.
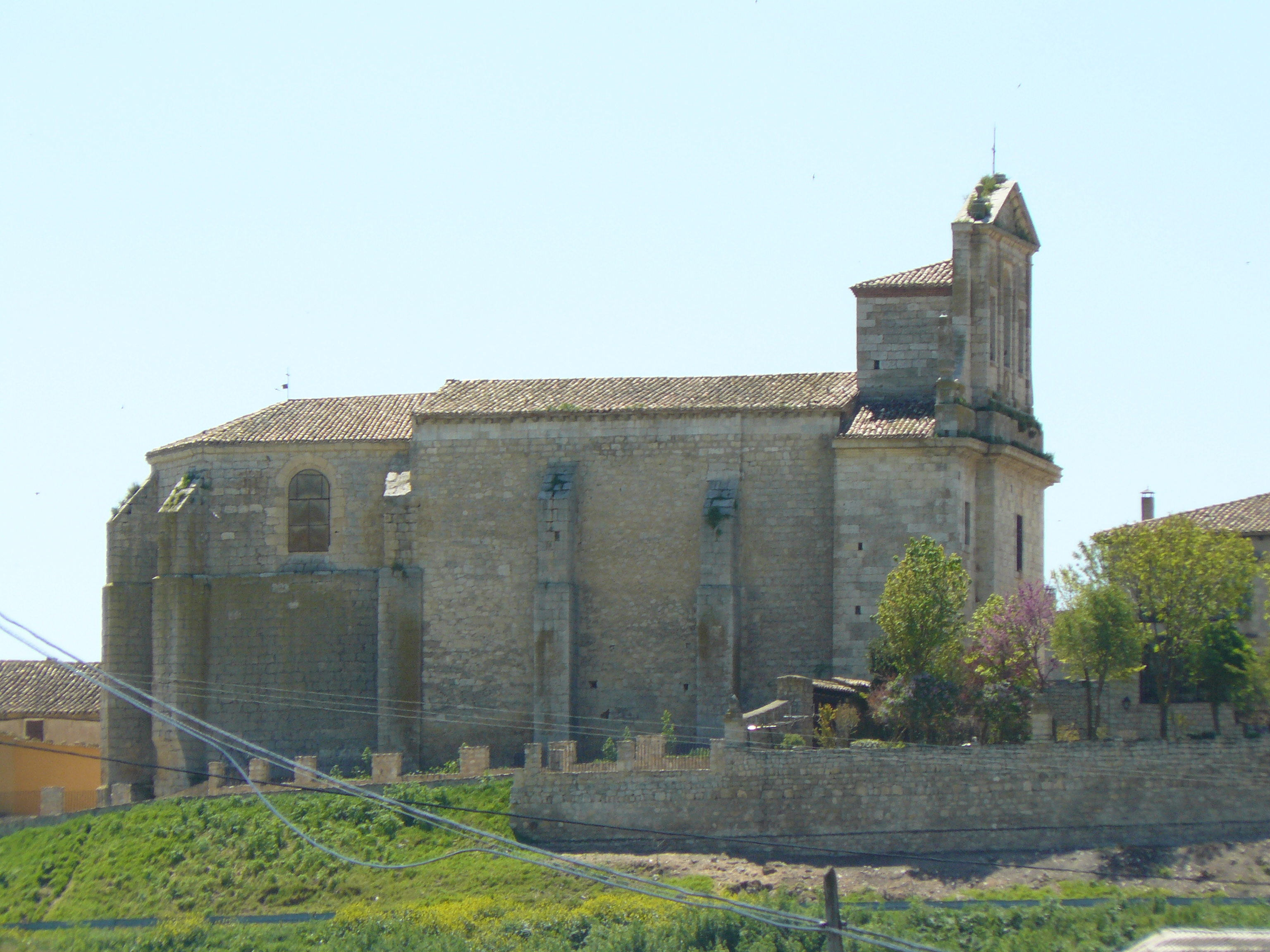
Église Santa María.
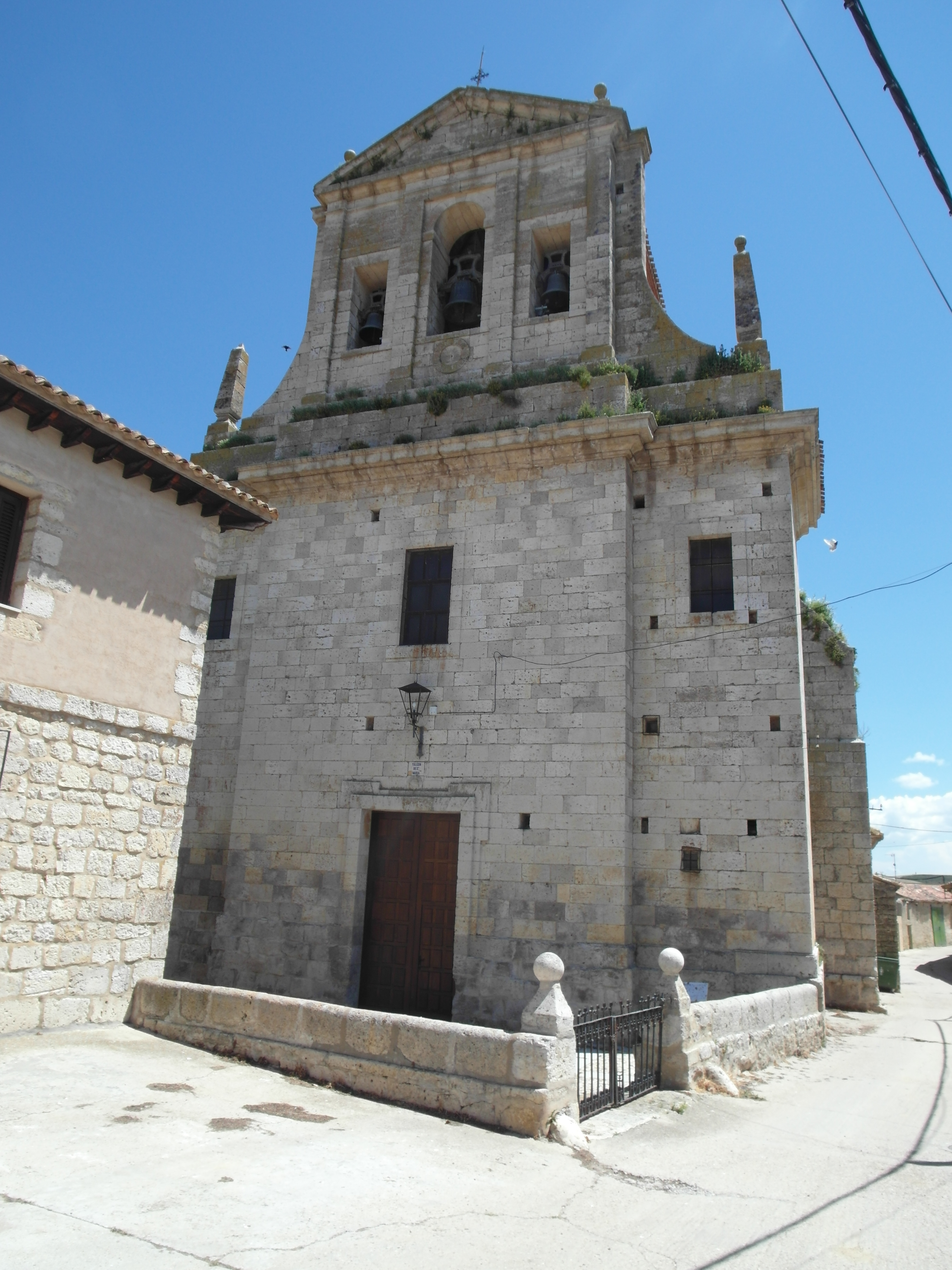
Église Santa María.
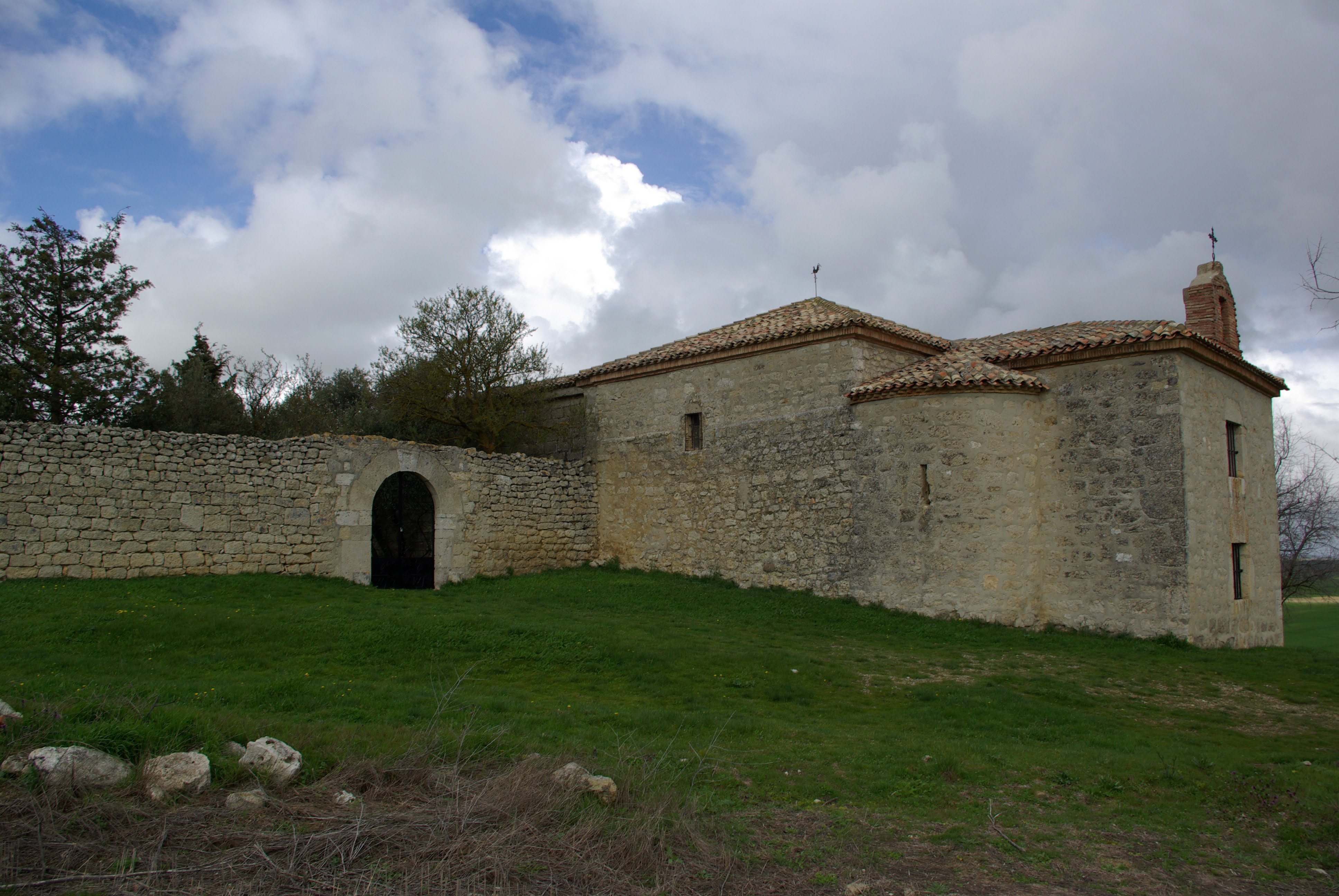
Chapelle de la Virgen de las Serosas.
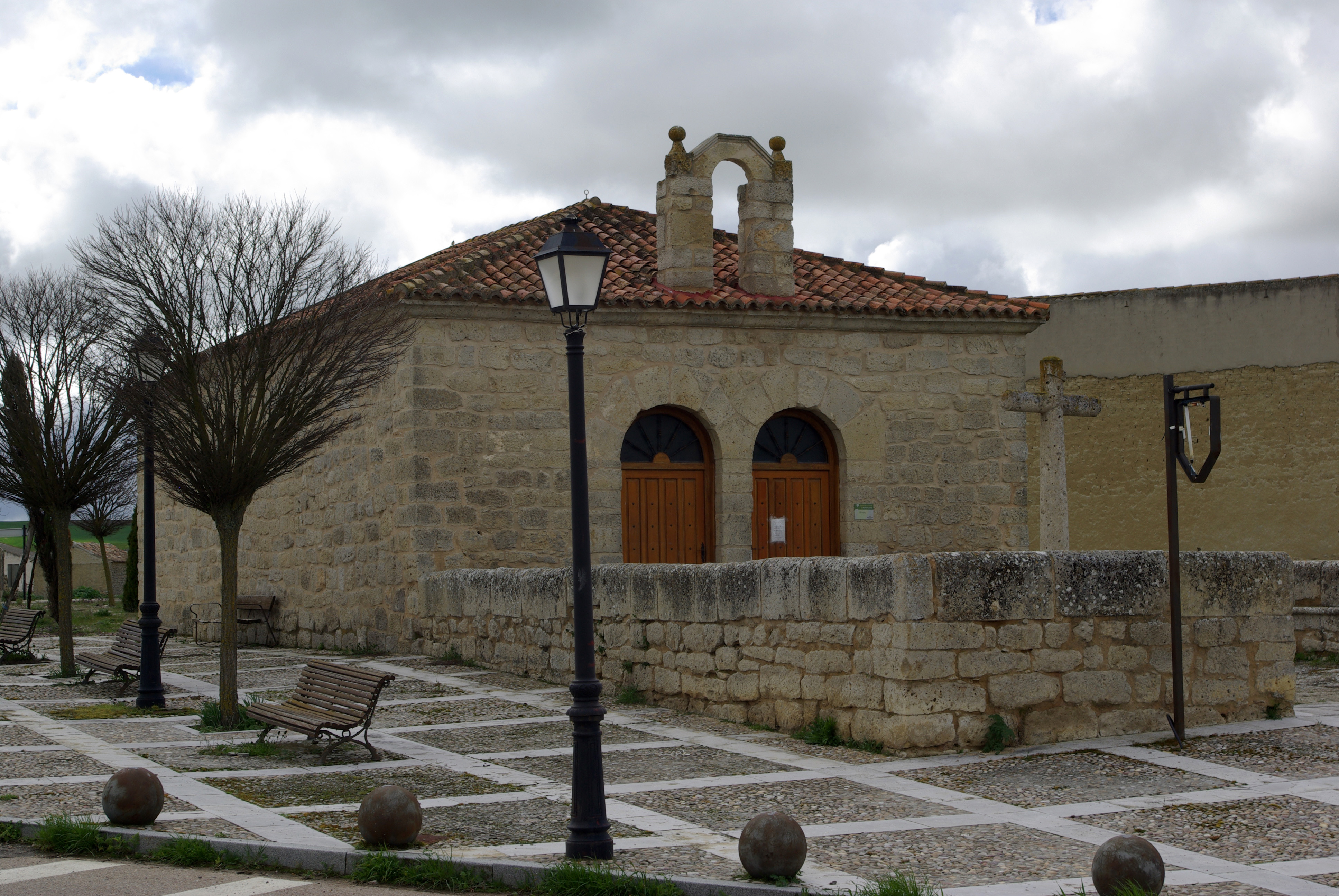
Chapelle del Humilladero.

### Patrimoine civil, militaire et musées
- Château (es).
- Centre d'interprétation du Moyen Âge, situé dans le château de Montealegre.
- Musée del Pastor.

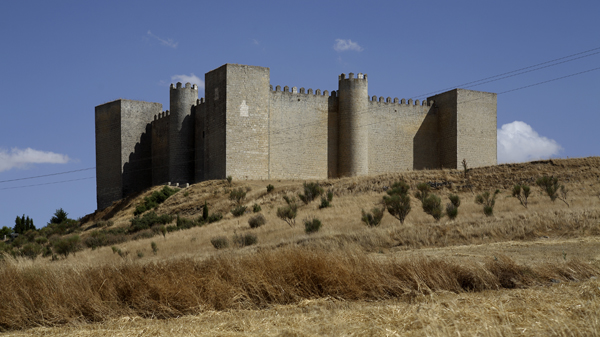
Château de Montealegre de Campos.
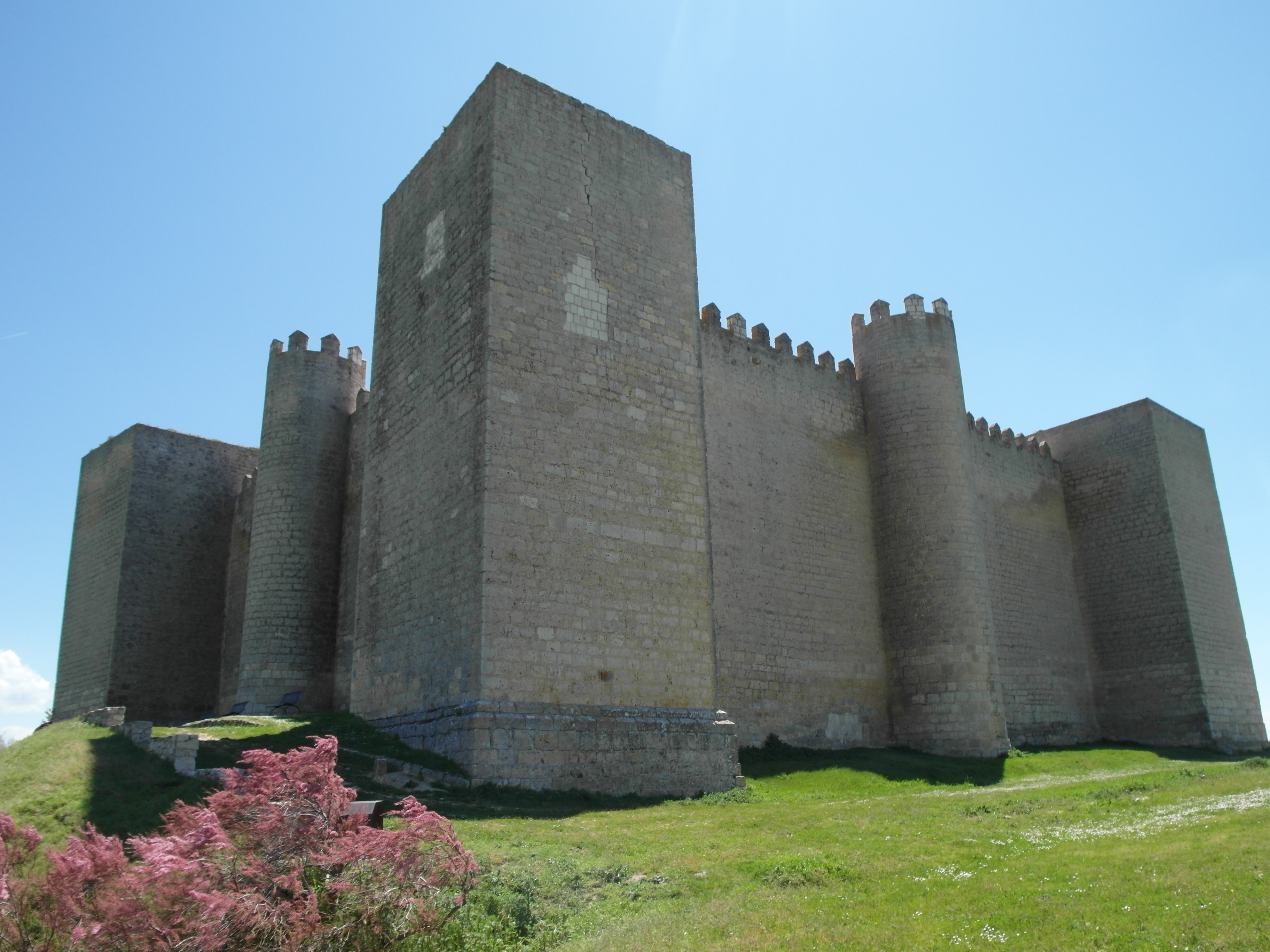
Château.
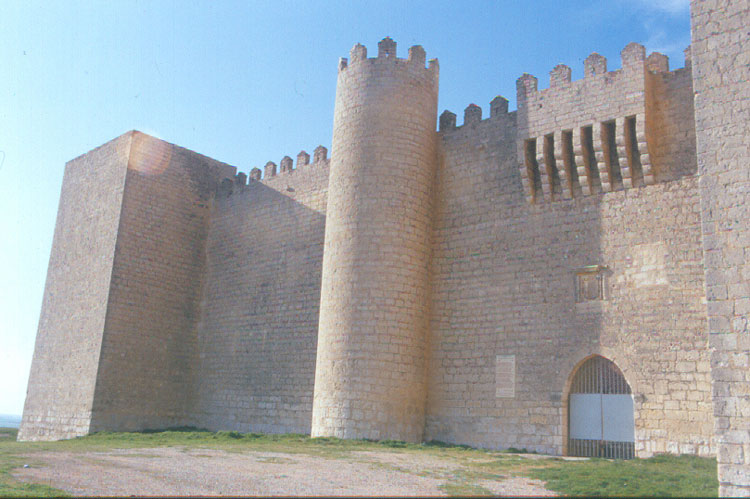
Château. Fondation Joaquín Díaz.
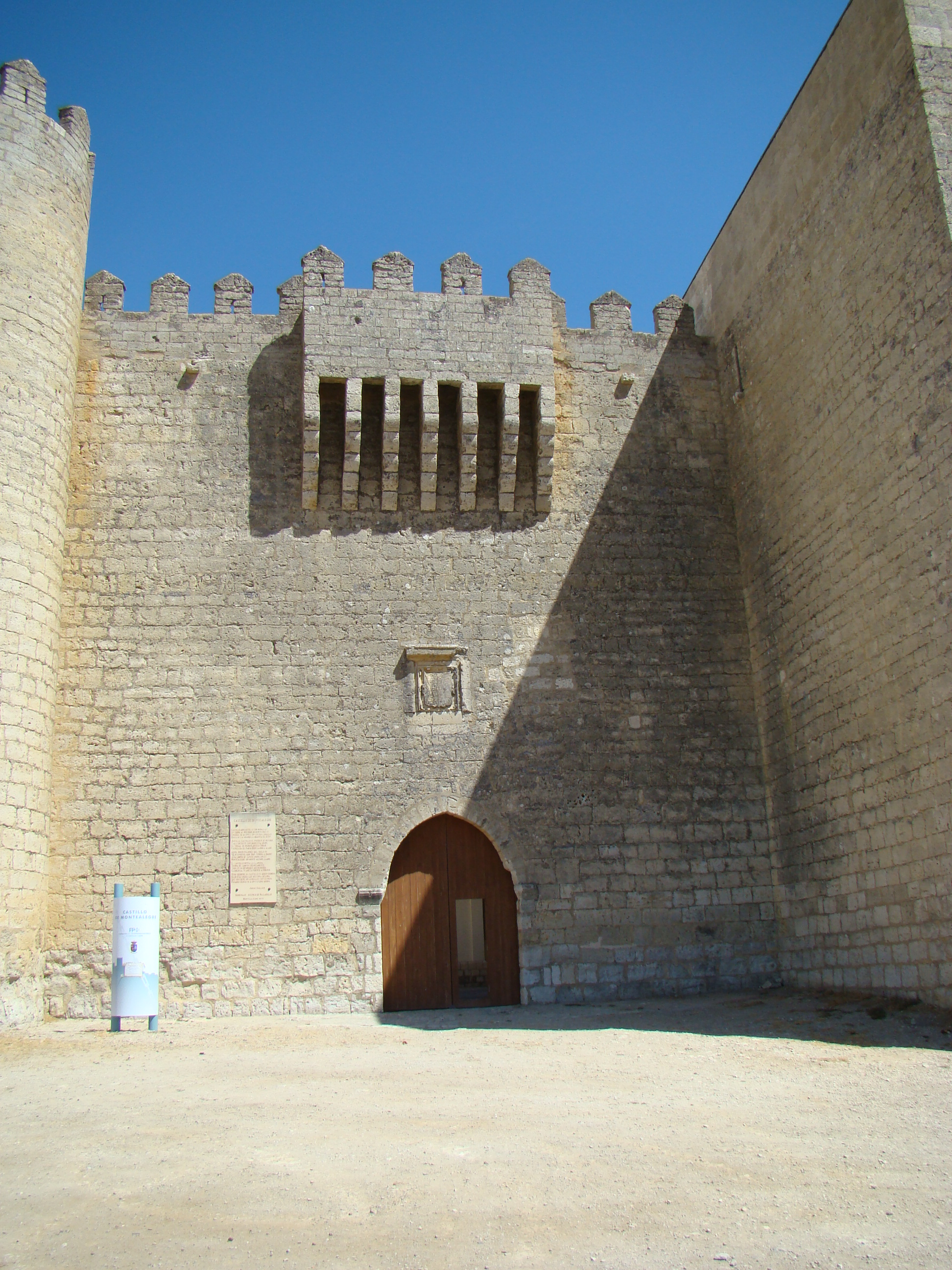
Château.
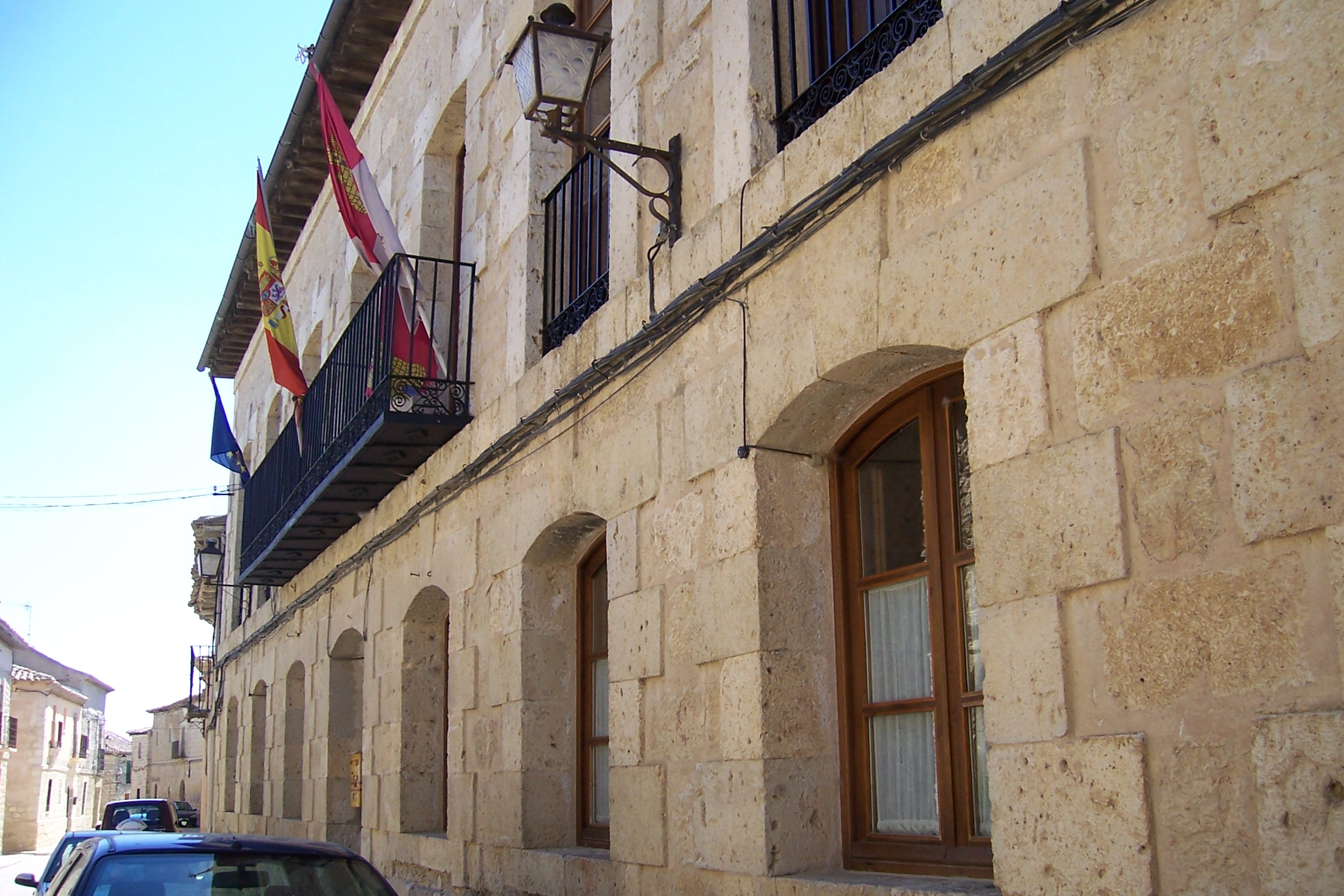
Mairie.
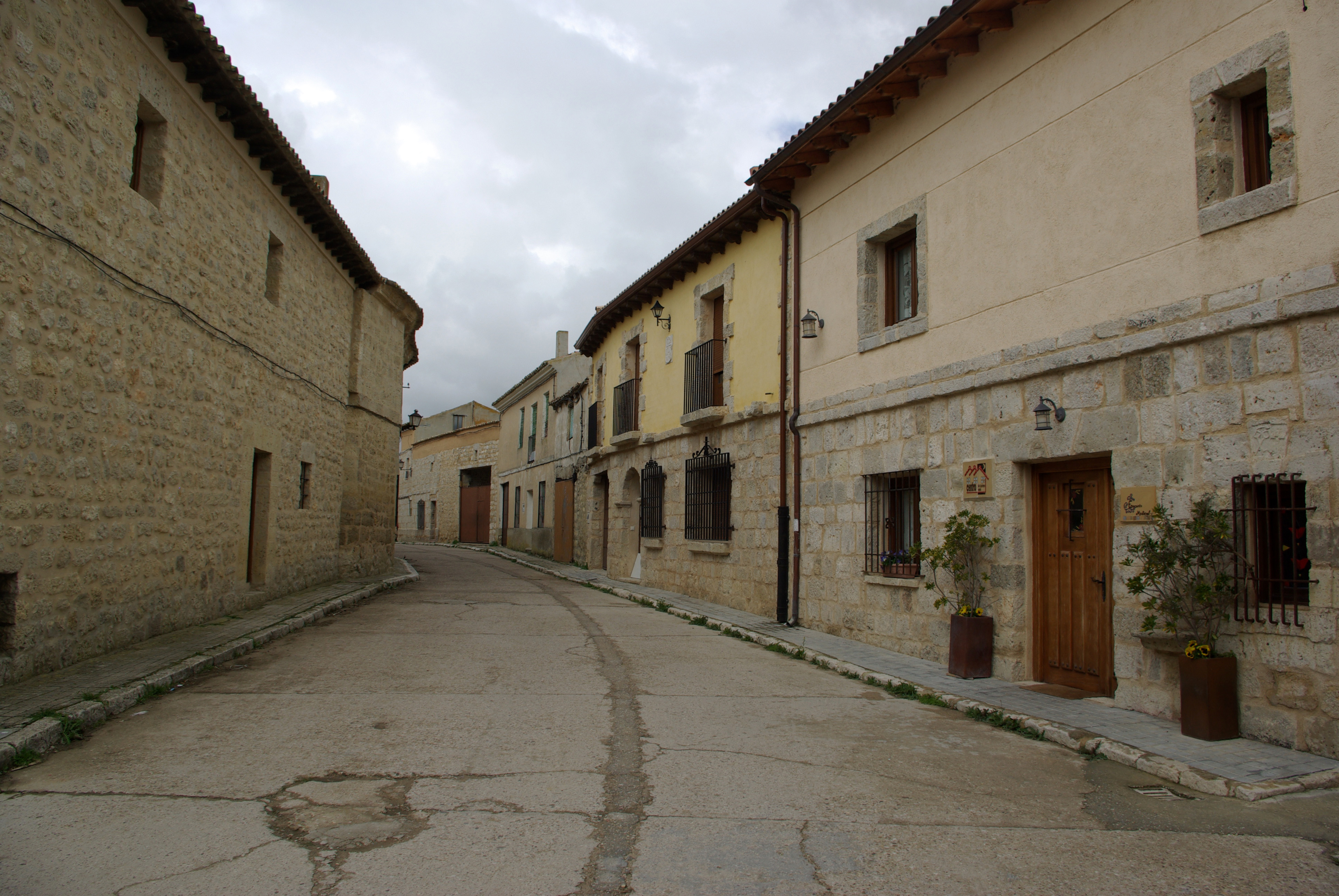
Rue du village.
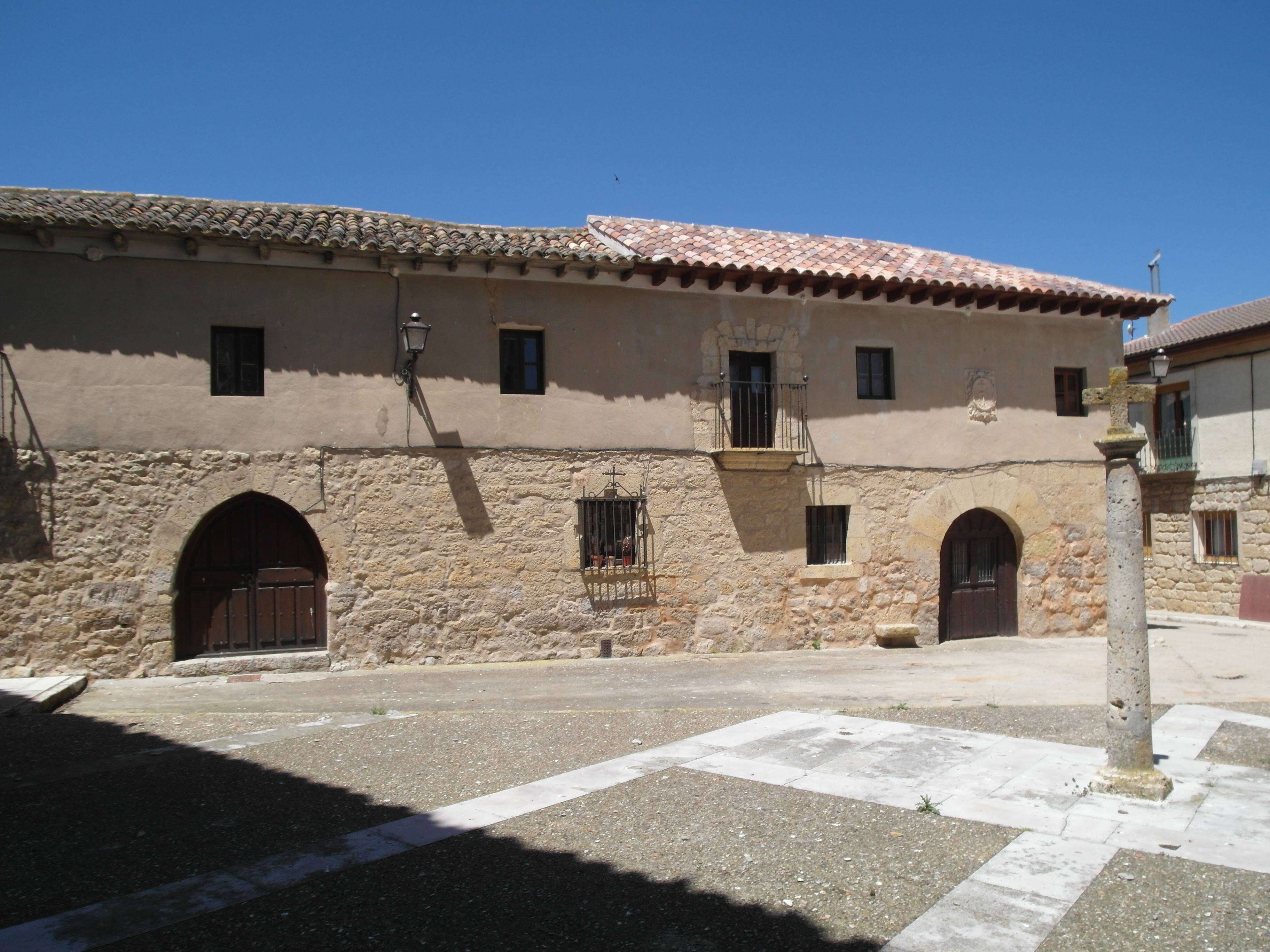
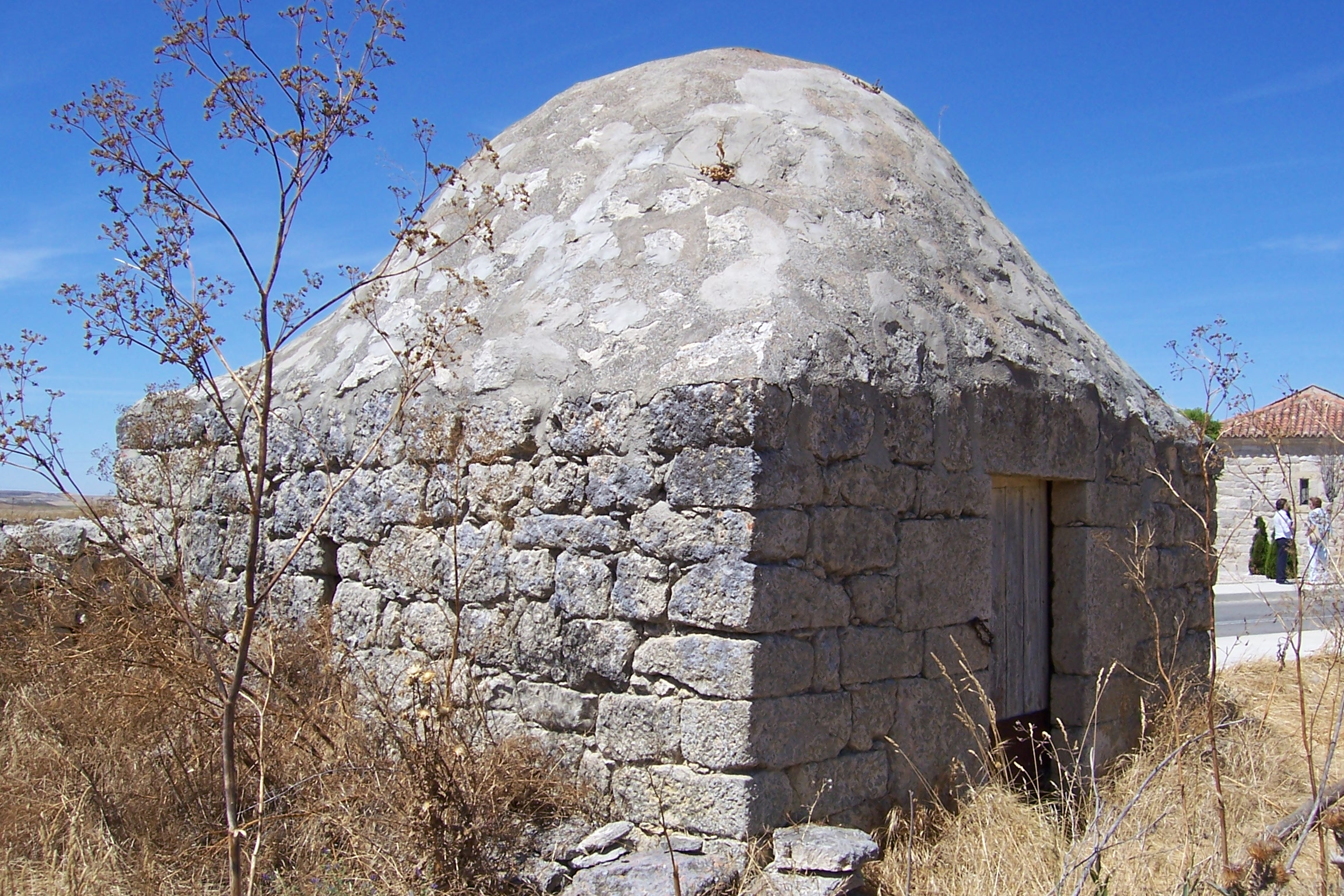
Chozo restauré.